# کوبالتینیتریت سدیم
کوبالتینیتریت سدیم (به انگلیسی: Sodium cobaltinitrite) یک ترکیب شیمیایی با شناسه پاب‌کم ۱۶۲۱۱۶۴۱ است.